# Koloveč
Koloveč är en köping i Tjeckien.   Den ligger i regionen Plzeň, i den västra delen av landet, 120 km sydväst om huvudstaden Prag. Koloveč ligger 455 meter över havet och antalet invånare är 984.
Terrängen runt Koloveč är platt åt nordväst, men åt sydost är den kuperad. Runt Koloveč är det ganska glesbefolkat, med 22 invånare per kvadratkilometer. Närmaste större samhälle är Klatovy, 16,8 km sydost om Koloveč. Omgivningarna runt Koloveč är en mosaik av jordbruksmark och naturlig växtlighet.